# Шуярово
Шуя́рово — деревня  в  Смоленской области России,  в Ельнинском районе. Население – 10 жителей (2018 год)  . Расположена в юго-восточной части области в 3 км южнее  Ельни на берегу реки Дубровка, в 0,5 км западнее автодороги Р137 Сафоново — Рославль. Входит в состав Ельнинского  городского поселения.

## История
В годы Великой Отечественной войны деревня была местом ожесточённых боёв. Первый раз деревня была оккупирована гитлеровскими войсками в июле 1941 года, в деревне располагалось артиллерийское подразделение немецких войск . Освобождена в ходе Ельнинской операции. Повторно оккупирована 5 октября 1941 года. Окончательно освобождена в ходе  Ельнинско-Дорогобужской операции 30 августа 1943 года.